# German Nyikolajevics Apuhtyin
German Nyikolajevics Apuhtyin (oroszul: Герман Николаевич Апухтин; Moszkva, 1936. június 12. – 2003) szovjet (orosz) labdarúgócsatár.
A szovjet válogatott tagjaként részt vett az 1958-as labdarúgó-világbajnokságon és az 1960-as labdarúgó-Európa-bajnokságon, utóbbin aranyérmet nyertek.

## Pályafutása

### Klubcsapatokban
A  pályafutása első szakaszában sikeres tagja volt a Lokomotyiv Moszkva és a CSZK MO/CSZKA Moszkva kluboknak. 
1955-ben mutatkozott be a Lokomotyiv Moszkva első csapatában. 1957-ben a CSZKA Moszkva csapatához került, ahol 8 évig játszott. Ezután a Novoszibirszkben és a SZKA Ogyesszában szerepelt. 1968-ban a Metallurg Lipeck játékosaként fejezte be labdarúgó pályafutását.

### A válogatottban
1957. június 1-jén játszott először a szovjet válogatottban a Románia elleni barátságos mérkőzésen, mely 1–1-es döntetlennel végződött. Részt vett az 1958-as labdarúgó-világbajnokságon. Az Európai Nemzetek Kupáján az aranyérmes együttes tagja volt, bár a tornán nem lépett pályára. Nemzeti színekben összesen 5 válogatott találkozón játszott.

## Sikerei, díjai

### Klubcsapattal
CSZKA Moszkva
- A szovjet bajnokság bronzérmese (2): 1958, 1964

### A válogatottal
Szovjetunió
- Európa-bajnokság (1): 1960

## Statisztika

### A válogatottban
| Szovjetunió | Szovjetunió | Szovjetunió |
| Év          | Mérk.       | Gól         |
| ----------- | ----------- | ----------- |
| 1957        | 1           | 0           |
| 1958        | 2           | 0           |
| 1960        | 1           | 0           |
| 1961        | 1           | 0           |
| Összesen    | 5           | 0           |